# Lansing
Lansing je hlavní město státu Michigan ve Spojených státech amerických. Nachází se severozápadně od Detroitu, na řece Grand River. V roce 2010 zde žilo 114 297 obyvatel, v aglomeraci pak 464 036.

## Historie

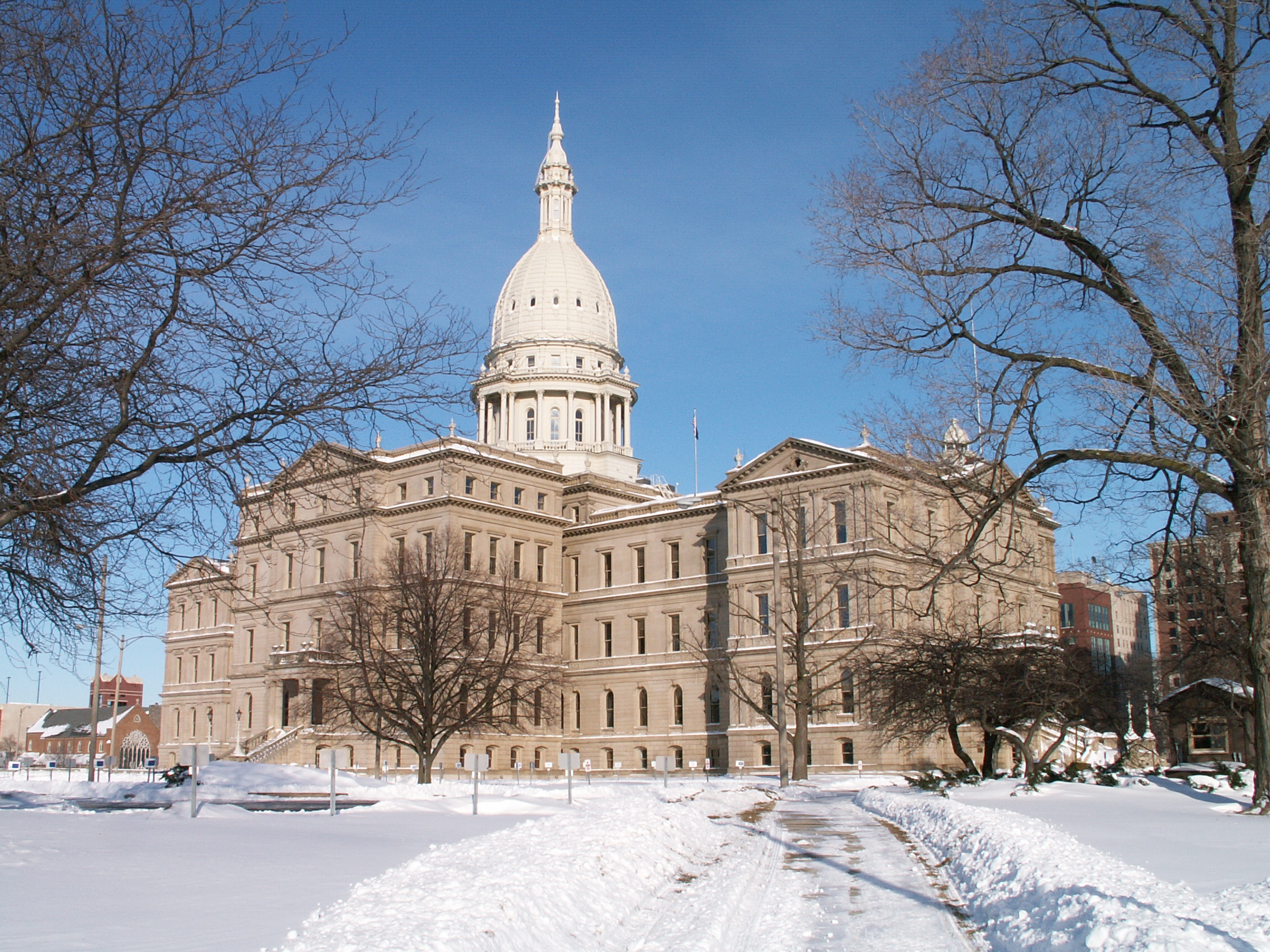
Michiganský kapitol

Území bylo původně osídleno kmenem Odžibvejů, hlavní vlna bílých osadníků sem dorazila kolem roku 1840 z New Yorku. Přistěhovalci požadovali pozemky, které si zakoupili, ale ty existovaly pouze na papíře. I přes zklamání zde některé rodiny zůstaly a vzniklé město pojmenovaly podle Johna Lansinga, tehdejšího právníka a předního politika.
Už roku 1847 byl Lansing zvolen hlavním městem státu, v této pozici tak vystřídal Detroit. Roku 1880 zde Ransom E. Olds a Frank G. Clark vyrobili svůj první automobil, čímž umožnili nebývalý průmyslový rozkvět celého regionu.
Před druhou světovou válkou Michigan upevnil svou pozici srdce amerického automobilového průmyslu. Během krize v letech 1979-1982 však došlo k uzavření velké části vybudovaných továren a až třetina všech zaměstnanců ztratila práci. Po celém regionu tak zůstalo množství nevyužitých a opuštěných továrních prostorů.

## Demografie
Podle sčítání lidu z roku 2010 zde žilo 114 297 obyvatel.

### Rasové složení
- 61,2% Bílí Američané
- 23,7% Afroameričané
- 0,8% Američtí indiáni
- 3,7% Asijští Američané
- 0,0% Pacifičtí ostrované
- 4,3% Jiná rasa
- 6,2% Dvě nebo více ras

Obyvatelé hispánského nebo latinskoamerického původu, bez ohledu na rasu, tvořili 12,5% populace.

## Ekonomika
Lansing je průmyslové centrum se zaměřením na automobily. První automobilová továrna byla postavena již v roce 1899. Dalšími odvětvími je pak průmysl chemický a metalurgický.

## Osobnosti města
- Burt Reynolds (1936–2018), herec
- John Hughes (1950–2009), filmový režisér, scenárista, producent a herec
- Steven Seagal (* 1951), herec
- Magic Johnson (* 1959), bývalý americký profesionální basketbalista
- Matthew Lillard (* 1970), herec
- Larry Page (* 1973), americký podnikatel, miliardář, spoluzakladatel společnosti Google

## Partnerská města
- Akuapim, Ghana
- Cosenza, Itálie
- Guadalajara, Mexiko
- Lan-čou, Čína
- Ócu, Japonsko
- Petrohrad, Rusko
- Sakaide, Japonsko
- Saltillo, Mexiko
- San-ming, Čína